# Sérgio Sette Câmara
Sérgio Sette Câmara Filho (ur. 23 maja 1998 w Belo Horizonte) – brazylijski kierowca wyścigowy. Dwukrotny zdobywca 3. miejsca w wyścigu Masters of Formula 3 w latach 2015 i 2016 oraz podczas Grand Prix Makau w 2016 roku. Od sezonu 2020/2021 w Formule E reprezentuje amerykańską ekipę Dragon/Penske Autosport.

## Życiorys
Sette Câmara rozpoczął karierę w jednomiejscowych samochodach wyścigowych w 2014 roku od startów w Brazylijskiej Formule 3, gdzie trzykrotnie stawał na podium. Z dorobkiem 45 punktów został sklasyfikowany na siódmym miejscu w klasyfikacji generalnej. W tym samym roku wystartował gościnnie podczas przedostatniej rundy Europejskiej Formuły 3 z ekipą EuroInternational. W wyścigach uplasował się odpowiednio na czternastej, dwudziestej i 21 pozycji.
W sezonie 2015 został etatowym zawodnikiem niemieckiego zespołu Motopark. Brazylijczyk tylko dziewięć razy zdobywał punkty, jednak dwukrotnie staną na najniższym stopniu podium (na belgijskim torze Spa-Francorchamps i austriackim Red Bull Ringu). Zdobył 57,5 punktu, dzięki czemu został sklasyfikowany na 14. miejscu.
Camara wziął udział również w dwóch prestiżowych wyścigach – Masters of Formula 3 oraz Grand Prix Makau. W pierwszej z nich sięgnął po pole position, pokonując faworyzowanego Włocha Antonio Giovinazziego. W wyścigu kwalifikacyjnym spadł na trzecie miejsce, jednak w starcie głównym zdołał utrzymać tę lokatę. W Makau Sergio Sette również zaprezentował się z dobrej strony, zajmując siódmą pozycję w kwalifikacjach i szóstą w wyścigu kwalifikacyjnym. W niedzielnej rywalizacji przez szereg problemów dojechał na końcu stawki. Odrabiając straty zdołał jednak wykręcić najlepszy czas okrążenia.

## Wyniki

### Podsumowanie
| Sezon   | Seria                 | Zespół                  | Starty | P1 | PP | NO | Podia | Punkty | Pozycja |
| ------- | --------------------- | ----------------------- | ------ | -- | -- | -- | ----- | ------ | ------- |
| 2014    | Brazylijska Formuła 3 | Cesário F3              | 10     | 0  | 1  | 2  | 3     | 45     | 7       |
| 2014    | Europejska Formuła 3  | EuroInternational       | 3      | 0  | 0  | 0  | 0     | 0      | NS†     |
| 2015    | Toyota Racing Series  | Giles Motorsport        | 7      | 0  | 0  | 0  | 0     | 199    | 20      |
| 2015    | Europejska Formuła 3  | Motopark                | 33     | 0  | 0  | 0  | 2     | 57,5   | 14      |
| 2015    | Masters of Formula 3  | Motopark                | 1      | 0  | 0  | 0  | 1     | n.d.   | 3       |
| 2015    | Grand Prix Makau      | Motopark                | 1      | 0  | 0  | 1  | 0     | n.d.   | 22      |
| 2016    | Europejska Formuła 3  | Motopark                | 30     | 0  | 0  | 1  | 2     | 117    | 11      |
| 2016    | Masters of Formula 3  | Motopark                | 1      | 0  | 0  | 0  | 1     | n.d.   | 3       |
| 2016    | Grand Prix Makau      | Carlin                  | 1      | 0  | 0  | 0  | 1     | n.d.   | 3       |
| 2017    | Formuła 2             | MP Motorsport           | 22     | 1  | 0  | 1  | 2     | 47     | 12      |
| 2017    | Grand Prix Makau      | Motopark                | 1      | 0  | 0  | 0  | 0     | n.d.   | 13      |
| 2018    | Formuła 2             | Carlin                  | 22     | 0  | 1  | 3  | 8     | 164    | 6       |
| 2019    | Formuła 2             | DAMS                    | 22     | 2  | 2  | 3  | 8     | 204    | 4       |
| 2019/20 | Formuła E             | GEOX Dragon             | 6      | 0  | 0  | 0  | 0     | 0      | 28      |
| 2020    | Super Formula         | Buzz Racing with B-Max  | 1      | 0  | 1  | 0  | 0     | 3      | 20      |
| 2020/21 | Formuła E             | Dragon/Penske Autosport | 15     | 0  | 0  | 0  | 0     | 16     | 22      |
| 2021/22 | Formuła E             | Dragon/Penske Autosport | 15     | 0  | 0  | 0  | 0     | 2      | 20      |

† – Sette Câmara startował jako gość.
* – Sezon w trakcie.
| Legenda oznaczeń w tabelach wyników Wyświetl szablon na nowej stronie | Legenda oznaczeń w tabelach wyników Wyświetl szablon na nowej stronie                                                                     |
| Oznaczenie                                                            | Wyjaśnienie |
| --------------------------------------------------------------------- | --- |
| Złoty                                                                 | Zwycięzca lub mistrzostwo |
| Srebrny                                                               | 2. miejsce lub wicemistrzostwo |
| Brązowy                                                               | 3. miejsce lub II wicemistrzostwo |
| Zielony                                                               | Ukończył, punktował (w klasyfikacji generalnej, gdy zdobył co najmniej jeden punkt na przestrzeni sezonu, poza trzema powyższymi opcjami) |
| Niebieski                                                             | Ukończył, nie punktował (w klasyfikacji generalnej, gdy nie zdobył co najmniej jednego punktu na przestrzeni sezonu)                      |
| Czerwony                                                              | Nie zakwalifikował się (NZ) |
| Czerwony                                                              | Nie prekwalifikował się (NPK) |
| Różowy                                                                | Nie ukończył (NU) |
| Różowy                                                                | Niesklasyfikowany (NS) (w klasyfikacji generalnej, gdy nie został sklasyfikowany w żadnym wyścigu sezonu)                                 |
| Czarny                                                                | Zdyskwalifikowany (DK) |
| Czarny                                                                | Wykluczony (WYK/EX) |
| Biały                                                                 | Nie wystartował (NW) |
| Biały                                                                 | Kontuzjowany (K/INJ) |
| Biały                                                                 | Wyścig odwołany (OD/C) |
| Bez koloru                                                            | Został wycofany (WYC/WD) |
| Bez koloru                                                            | Nie przybył (NP/DNA) |
| Bez koloru                                                            | Nie brał udziału w treningach (NT/DNP) |
| Bez koloru                                                            | Nie został zgłoszony (–) |
| Pogrubienie                                                           | Start z pole position |
| Kursywa                                                               | Najszybsze okrążenie wyścigu |
| †                                                                     | Nie ukończył, ale jego rezultat został zaliczony ze względu na przejechanie więcej niż 90% dystansu wyścigu.                              |
| *                                                                     | Sezon w trakcie |
| 1/2/3                                                                 | Punktowana pozycja w sprincie kwalifikacyjnym                                                                                             |
| Lista systemów punktacji Formuły 1                                    | |

### Europejska Formuła 3
| Rok  | Zespół            | Wyniki w poszczególnych eliminacjach | Wyniki w poszczególnych eliminacjach | Wyniki w poszczególnych eliminacjach | Wyniki w poszczególnych eliminacjach | Wyniki w poszczególnych eliminacjach | Wyniki w poszczególnych eliminacjach | Wyniki w poszczególnych eliminacjach | Wyniki w poszczególnych eliminacjach | Wyniki w poszczególnych eliminacjach | Wyniki w poszczególnych eliminacjach | Wyniki w poszczególnych eliminacjach | Wyniki w poszczególnych eliminacjach | Wyniki w poszczególnych eliminacjach | Wyniki w poszczególnych eliminacjach | Wyniki w poszczególnych eliminacjach | Wyniki w poszczególnych eliminacjach | Wyniki w poszczególnych eliminacjach | Wyniki w poszczególnych eliminacjach | Wyniki w poszczególnych eliminacjach | Wyniki w poszczególnych eliminacjach | Wyniki w poszczególnych eliminacjach | Wyniki w poszczególnych eliminacjach | Wyniki w poszczególnych eliminacjach | Wyniki w poszczególnych eliminacjach | Wyniki w poszczególnych eliminacjach | Wyniki w poszczególnych eliminacjach | Wyniki w poszczególnych eliminacjach | Wyniki w poszczególnych eliminacjach | Wyniki w poszczególnych eliminacjach | Wyniki w poszczególnych eliminacjach | Wyniki w poszczególnych eliminacjach | Wyniki w poszczególnych eliminacjach | Wyniki w poszczególnych eliminacjach | Punkty | Pozycja |
| ---- | ----------------- | ------------------------------------ | ------------------------------------ | ------------------------------------ | ------------------------------------ | ------------------------------------ | ------------------------------------ | ------------------------------------ | ------------------------------------ | ------------------------------------ | ------------------------------------ | ------------------------------------ | ------------------------------------ | ------------------------------------ | ------------------------------------ | ------------------------------------ | ------------------------------------ | ------------------------------------ | ------------------------------------ | ------------------------------------ | ------------------------------------ | ------------------------------------ | ------------------------------------ | ------------------------------------ | ------------------------------------ | ------------------------------------ | ------------------------------------ | ------------------------------------ | ------------------------------------ | ------------------------------------ | ------------------------------------ | ------------------------------------ | ------------------------------------ | ------------------------------------ | ------ | ------- |
| 2014 | EuroInternational | SIL                                  | SIL                                  | SIL                                  | HOC                                  | HOC                                  | HOC                                  | PAU                                  | PAU                                  | PAU                                  | HUN                                  | HUN                                  | HUN                                  | SPA                                  | SPA                                  | SPA                                  | NOR                                  | NOR                                  | NOR                                  | MSC                                  | MSC                                  | MSC                                  | RBR                                  | RBR                                  | RBR                                  | NÜR                                  | NÜR                                  | NÜR                                  | IMO                                  | IMO                                  | IMO                                  | HOC                                  | HOC                                  | HOC                                  | 0      | NS§     |
| 2014 | EuroInternational | –                                    | –                                    | –                                    | –                                    | –                                    | –                                    | –                                    | –                                    | –                                    | –                                    | –                                    | –                                    | –                                    | –                                    | –                                    | –                                    | –                                    | –                                    | –                                    | –                                    | –                                    | –                                    | –                                    | –                                    | –                                    | –                                    | –                                    | 14                                   | 20                                   | 21                                   | –                                    | –                                    | –                                    | 0      | NS§     |
| 2015 | Team Motopark     | SIL                                  | SIL                                  | SIL                                  | HOC                                  | HOC                                  | HOC                                  | PAU                                  | PAU                                  | PAU                                  | MNZ                                  | MNZ                                  | MNZ                                  | SPA                                  | SPA                                  | SPA                                  | NOR                                  | NOR                                  | NOR                                  | ZAN                                  | ZAN                                  | ZAN                                  | RBR                                  | RBR                                  | RBR                                  | ALG                                  | ALG                                  | ALG                                  | NÜR                                  | NÜR                                  | NÜR                                  | HOC                                  | HOC                                  | HOC                                  | 57,5   | 14      |
| 2015 | Team Motopark     | 17                                   | NU                                   | 20                                   | 18                                   | 25                                   | 27                                   | 14                                   | 20                                   | 11                                   | NU                                   | 11                                   | 22                                   | 16                                   | 3                                    | 22                                   | 15                                   | 23                                   | 19                                   | NU                                   | 7                                    | 7                                    | 9                                    | 19                                   | 3‡                                   | 11                                   | 13                                   | 5                                    | 11                                   | 11                                   | 9                                    | 17                                   | 7                                    | 11                                   | 57,5   | 14      |
| 2016 | Team Motopark     | LEC                                  | LEC                                  | LEC                                  | HUN                                  | HUN                                  | HUN                                  | PAU                                  | PAU                                  | PAU                                  | RBR                                  | RBR                                  | RBR                                  | NOR                                  | NOR                                  | NOR                                  | ZAN                                  | ZAN                                  | ZAN                                  | SPA                                  | SPA                                  | SPA                                  | NÜR                                  | NÜR                                  | NÜR                                  | IMO                                  | IMO                                  | IMO                                  | HOC                                  | HOC                                  | HOC                                  |                                      |                                      |                                      | 117    | 11      |
| 2016 | Team Motopark     | 16                                   | 5                                    | 19                                   | 7                                    | 5                                    | 5                                    | 8                                    | 2                                    | NU                                   | 12                                   | 8                                    | 4                                    | NU                                   | NU                                   | 3                                    | 11                                   | 17                                   | 15                                   | 15                                   | NU                                   | 15                                   | 11                                   | 8                                    | 8                                    | NU                                   | NU                                   | 14                                   | 5                                    | 14                                   | 6                                    |                                      |                                      |                                      | 117    | 11      |

§ – Jako gość nie mógł zdobywać punktów.
‡ – Przyznano połowę punktów, gdyż zostało przejechane mniej niż 75% wyścigu.

### Formuła 2
| Rok  | Zespół        | Wyniki w poszczególnych eliminacjach | Wyniki w poszczególnych eliminacjach | Wyniki w poszczególnych eliminacjach | Wyniki w poszczególnych eliminacjach | Wyniki w poszczególnych eliminacjach | Wyniki w poszczególnych eliminacjach | Wyniki w poszczególnych eliminacjach | Wyniki w poszczególnych eliminacjach | Wyniki w poszczególnych eliminacjach | Wyniki w poszczególnych eliminacjach | Wyniki w poszczególnych eliminacjach | Wyniki w poszczególnych eliminacjach | Wyniki w poszczególnych eliminacjach | Wyniki w poszczególnych eliminacjach | Wyniki w poszczególnych eliminacjach | Wyniki w poszczególnych eliminacjach | Wyniki w poszczególnych eliminacjach | Wyniki w poszczególnych eliminacjach | Wyniki w poszczególnych eliminacjach | Wyniki w poszczególnych eliminacjach | Wyniki w poszczególnych eliminacjach | Wyniki w poszczególnych eliminacjach | Wyniki w poszczególnych eliminacjach | Wyniki w poszczególnych eliminacjach | Punkty | Pozycja |
| ---- | ------------- | ------------------------------------ | ------------------------------------ | ------------------------------------ | ------------------------------------ | ------------------------------------ | ------------------------------------ | ------------------------------------ | ------------------------------------ | ------------------------------------ | ------------------------------------ | ------------------------------------ | ------------------------------------ | ------------------------------------ | ------------------------------------ | ------------------------------------ | ------------------------------------ | ------------------------------------ | ------------------------------------ | ------------------------------------ | ------------------------------------ | ------------------------------------ | ------------------------------------ | ------------------------------------ | ------------------------------------ | ------ | ------- |
| 2017 | MP Motorsport | BHR                                  | BHR                                  | CAT                                  | CAT                                  | MON                                  | MON                                  | BAK                                  | BAK                                  | RBR                                  | RBR                                  | SIL                                  | SIL                                  | HUN                                  | HUN                                  | SPA                                  | SPA                                  | MNZ                                  | MNZ                                  | JER                                  | JER                                  | YAS                                  | YAS                                  |                                      |                                      | 47     | 12      |
| 2017 | MP Motorsport | 13                                   | 18                                   | 14                                   | 15                                   | NU                                   | 14                                   | 13                                   | 9                                    | 16                                   | 10                                   | 13                                   | 15                                   | 16                                   | 13                                   | 6                                    | 1                                    | 6                                    | 2                                    | 10                                   | 14                                   | 9                                    | 8                                    |                                      |                                      | 47     | 12      |
| 2018 | Carlin        | BHR                                  | BHR                                  | BAK                                  | BAK                                  | CAT                                  | CAT                                  | MON                                  | MON                                  | LEC                                  | LEC                                  | RBR                                  | RBR                                  | SIL                                  | SIL                                  | HUN                                  | HUN                                  | SPA                                  | SPA                                  | MNZ                                  | MNZ                                  | SOC                                  | SOC                                  | YAS                                  | YAS                                  | 164    | 6       |
| 2018 | Carlin        | 2                                    | 3                                    | 4                                    | DK                                   | 7                                    | NU                                   | NW                                   | NW                                   | 2                                    | 6                                    | 6                                    | 3                                    | NU                                   | 17                                   | 7                                    | 3                                    | 2                                    | 9                                    | 7                                    | 3                                    | 5                                    | 2                                    | 16                                   | 10                                   | 164    | 6       |
| 2019 | DAMS          | BHR                                  | BHR                                  | BAK                                  | BAK                                  | CAT                                  | CAT                                  | MON                                  | MON                                  | LEC                                  | LEC                                  | RBR                                  | RBR                                  | SIL                                  | SIL                                  | HUN                                  | HUN                                  | SPA                                  | SPA                                  | MNZ                                  | MNZ                                  | SOC                                  | SOC                                  | YAS                                  | YAS                                  | 204    | 4       |
| 2019 | DAMS          | 3                                    | 2                                    | NU                                   | 6                                    | NS                                   | 17                                   | 3                                    | 6                                    | 2                                    | 5                                    | 5                                    | 1                                    | 4                                    | 17                                   | 5                                    | 3                                    | OD                                   | OD                                   | 5                                    | NU                                   | 5                                    | 6                                    | 1                                    | 3                                    | 204    | 4       |

### Formuła E
| Rok     | Zespół                  | Wyniki w poszczególnych eliminacjach | Wyniki w poszczególnych eliminacjach | Wyniki w poszczególnych eliminacjach | Wyniki w poszczególnych eliminacjach | Wyniki w poszczególnych eliminacjach | Wyniki w poszczególnych eliminacjach | Wyniki w poszczególnych eliminacjach | Wyniki w poszczególnych eliminacjach | Wyniki w poszczególnych eliminacjach | Wyniki w poszczególnych eliminacjach | Wyniki w poszczególnych eliminacjach | Wyniki w poszczególnych eliminacjach | Wyniki w poszczególnych eliminacjach | Wyniki w poszczególnych eliminacjach | Wyniki w poszczególnych eliminacjach | Wyniki w poszczególnych eliminacjach | Punkty | Pozycja |
| ------- | ----------------------- | ------------------------------------ | ------------------------------------ | ------------------------------------ | ------------------------------------ | ------------------------------------ | ------------------------------------ | ------------------------------------ | ------------------------------------ | ------------------------------------ | ------------------------------------ | ------------------------------------ | ------------------------------------ | ------------------------------------ | ------------------------------------ | ------------------------------------ | ------------------------------------ | ------ | ------- |
| 2019/20 | GEOX Dragon             | DIR                                  | DIR                                  | SCL                                  | MEX                                  | MRK                                  | BER                                  | BER                                  | BER                                  | BER                                  | BER                                  | BER                                  |                                      |                                      |                                      |                                      |                                      | 0      | 28      |
| 2019/20 | GEOX Dragon             | –                                    | –                                    | –                                    | –                                    | –                                    | DK                                   | 17                                   | NU                                   | 21                                   | 15                                   | 19                                   |                                      |                                      |                                      |                                      |                                      | 0      | 28      |
| 2020/21 | Dragon/Penske Autosport | DIR                                  | DIR                                  | RME                                  | RME                                  | VLC                                  | VLC                                  | MCO                                  | PUE                                  | PUE                                  | NYC                                  | NYC                                  | LDN                                  | LDN                                  | BER                                  | BER                                  |                                      | 16     | 22      |
| 2020/21 | Dragon/Penske Autosport | 20                                   | 4                                    | 15                                   | 12                                   | NU                                   | 21                                   | 15                                   | 15                                   | 16                                   | 18                                   | 11                                   | 17                                   | 8                                    | 18                                   | 18                                   |                                      | 16     | 22      |
| 2021/22 | Dragon/Penske Autosport | DIR                                  | DIR                                  | MEX                                  | RME                                  | RME                                  | MCO                                  | BER                                  | BER                                  | JAK                                  | VAN                                  | NYC                                  | NYC                                  | LDN                                  | LDN                                  | SEO                                  | SEO                                  | 2      | 20      |
| 2021/22 | Dragon/Penske Autosport | 15                                   | 18                                   | 20                                   | 15                                   | 12                                   | 13                                   | 17                                   | 19                                   | 19                                   | 20                                   | NW                                   | 17                                   | NS                                   | 9                                    | 12                                   | 13                                   | 2      | 20      |

* – Sezon w trakcie.